# روبرت د. فاركوهار
روبرت د. فاركوهار (بالإنجليزية: Robert D. Farquhar) هو مهندس معماري أمريكي، ولد في 23 فبراير 1872 في بروكلين في الولايات المتحدة، وتوفي في 6 ديسمبر 1967 في بيركيلي في الولايات المتحدة.

## معرض صور

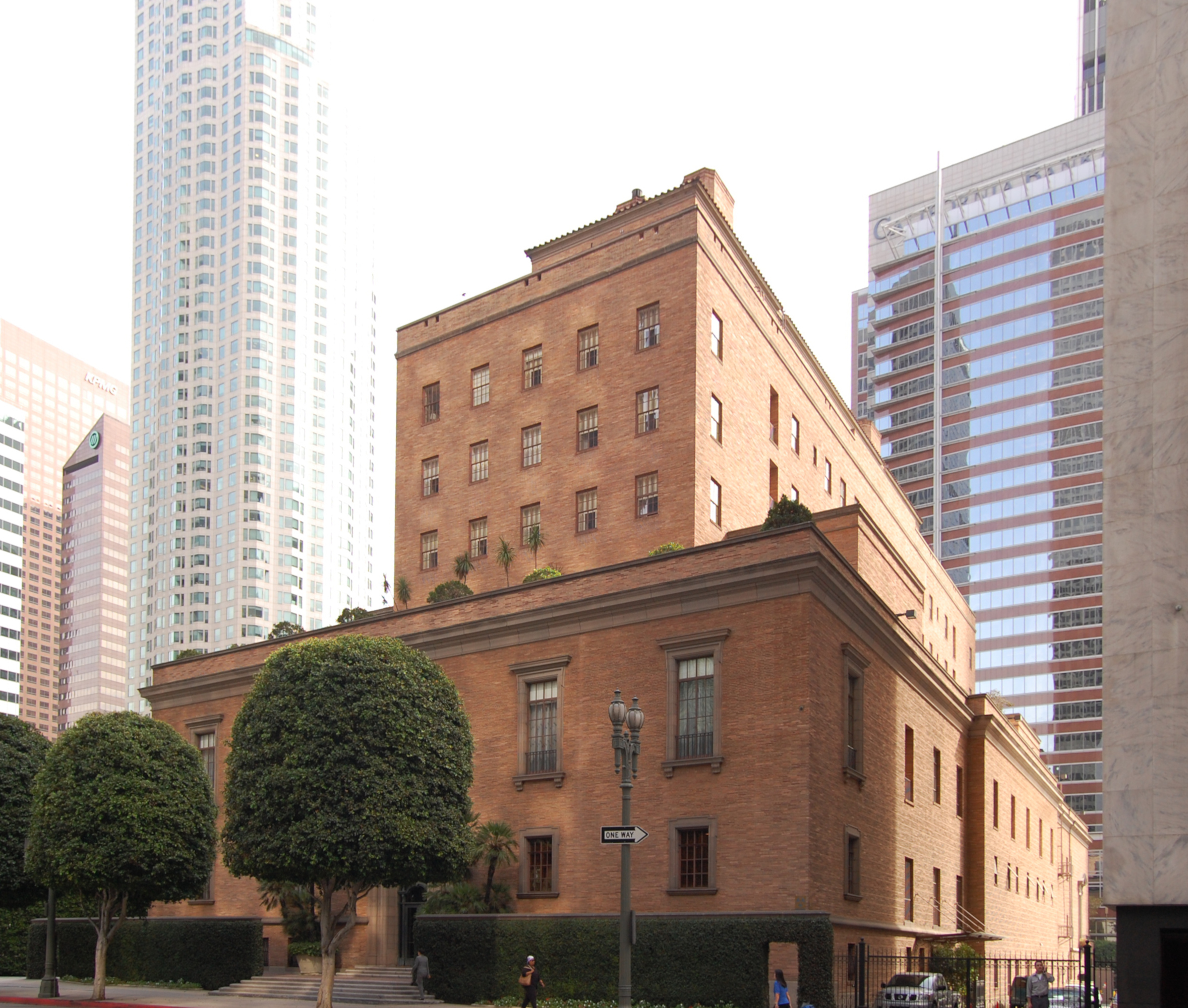
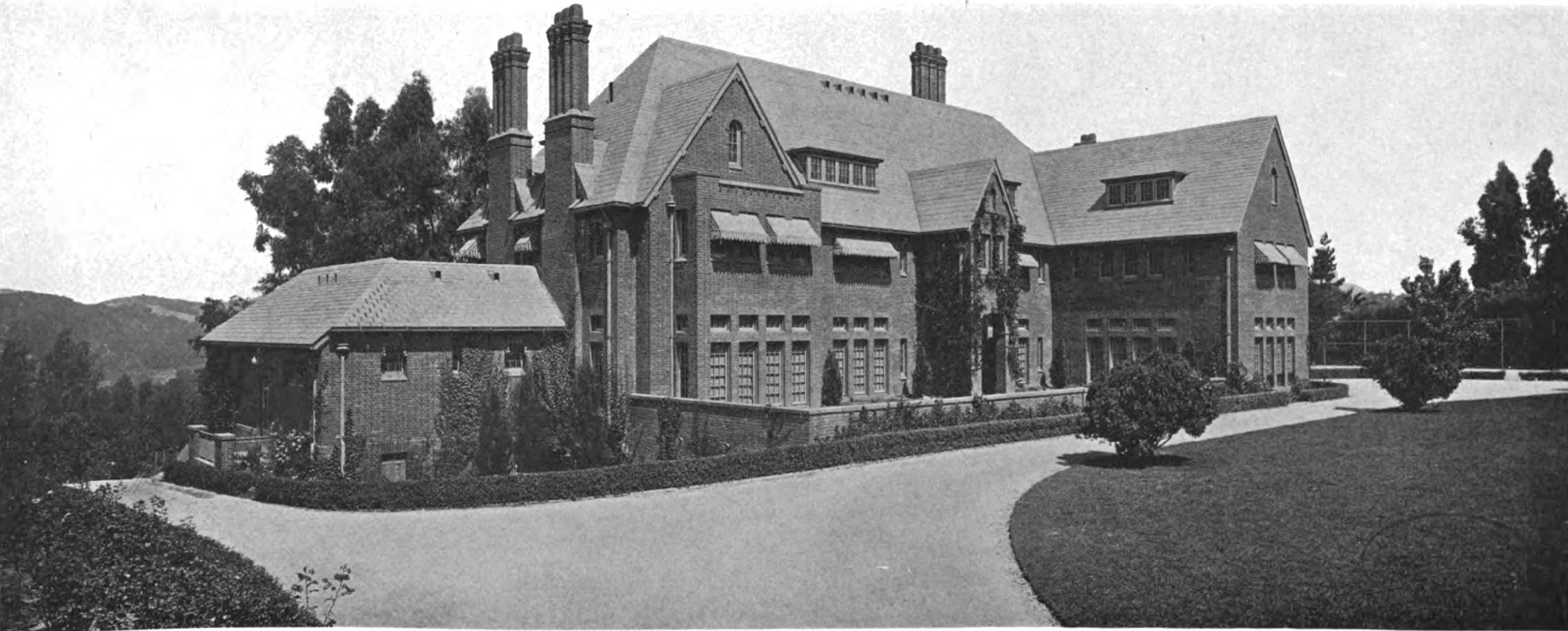
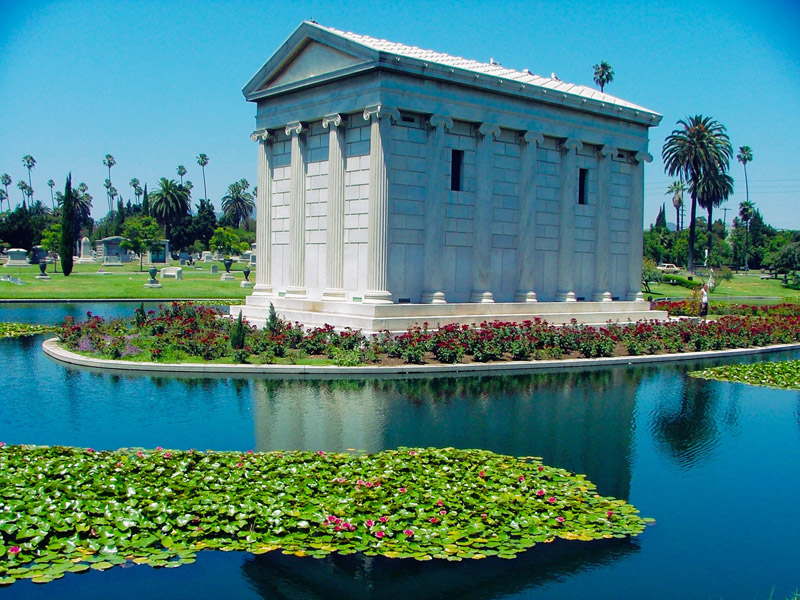
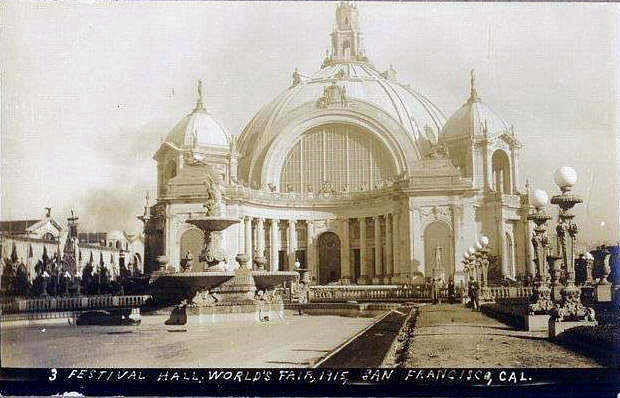